# Paramesosella sthenioides
Paramesosella sthenioides là một loài bọ cánh cứng trong họ Cerambycidae.